# هنري هايت
هنري هايت (بالإنجليزية: Henry Haight)‏ هو شخصية أعمال أمريكي، ولد في 1820، وتوفي في 1869.